# П-70 «Аметист»
П-70 «Аметист» (индекс УРАВ ВМФ — 4К66, по классификации НАТО — SS-N-7 Starbright) — советская противокорабельная ракета подводного старта, оснащённая твердотопливным маршевым двигателем. Является первой в мире крылатой ракетой с «мокрым» подводным стартом.
Включающий её ракетный комплекс устанавливался на подводные лодки проекта 661 (10 пусковых установок) и проекта 670 (8 пусковых установок). Был принят на вооружение ВМФ СССР в 1968 году, снят вместе со списанием последних носителей в 1992 году. Вместе с ПЛАКР К-43 проекта 670 в 1984—1989 годах также состоял на вооружении ВМФ Индии.

## История создания
Разработка эскизного проекта противокорабельной ракеты с подводным стартом началась в филиале № 2 ОКБ-52 (бывший НИИ-642) после выхода постановления ЦК КПСС и Совета Министров СССР № 363—170 от 28 августа 1958 года «О создании скоростной подводной лодки, энергетических установок нового типа, научно-исследовательских, опытно-конструкторских и проектных работ для подводных лодок». После его защиты в 1959 году вышло постановление от 1 апреля 1959 года, определившее требования к ракете, ход НИОКР по ней и список подрядчиков — помимо ОКБ-52, ими стали также КБ-2 (стартовый и маршевый двигатели), НИИ-6 (твёрдое топливо и обычная боевая часть), НИИ-49 (ныне «Гранит-Электрон», система управления) и ЦКБ-34 (пусковые установки).
В 1959—1960 годах на судостроительном заводе № 444 построили несамоходный погружающийся стенд ПСА, имеющий одиночную пусковую установку СМ-101. С него 24 и 26 июня 1961 года в районе Балаклавы произвели первые два бросковых пуска массо-габаритных макетов ракеты, оснащённых стартовыми двигателями. Весной 1962 года там же было осуществлено ещё 6 пусков, на этот раз на изделиях были установлены маршевые двигатели и система автопилотирования.
В июне 1962 года к испытаниям подключилась дизельная подводная лодка С-72 проекта 61З, переоборудованная на заводе № 444 по проекту 613А с размещением пусковой установки СМ-103 в кормовой части. В июле с неё запустили две ракеты оснащённых автопилотом, а 16 декабря состоялся первый пуск «Аметиста» в штатной комплектации, завершившийся неудачей. До декабря 1963 года было проведено ещё 6 пусков, после чего лодка вновь стала на переоборудование по доработанному проекту 613АД.
Весной 1964 года несколько пусков было сделано с наземной пусковой установки СМ-107 на расположенном в юго-восточной части Крыма полигоне «Песчаная балка», несмотря на то, что штатно стартовать «Аметист» мог только из-под воды.
С июля по декабрь 1964 года с С-72 было проведено ещё шесть пусков, из которых четыре были полностью успешными, а один — частично. Несмотря на это, испытания показали слабую помехозащищённость ГСН «Конус» (при маршевой высоте в 60 метров к срыву наведения приводили даже радиоотражения от волн в свежую погоду).
С марта 1965 года по сентябрь 1966-го с С-72 осуществили ещё 13 пусков, в основном завершившихся успешно. Однако после этого испытания были прерваны более чем на год из-за отсутствия штатных носителей — несмотря на то, что работы по ракетоносцу проекта 661 стартовали одновременно с «Аметистом», заложили его в Северодвинске только 28 декабря 1963 года и после этого работы по нему шли с большим трудом. В результате, завершающий этап испытаний был выполнен на головной лодке проекта 670 К-43, заложенной в г. Горьком 9 мая 1964 года. В октябре — ноябре 1967 года на Северном флоте с неё было произведено 10 пусков, в том числе: два одиночных, два двухракетным залпом и один четырёхракетным залпом.
Официально комплекс был принят на вооружение ВМФ СССР 3 июня 1968 года. Помимо К-43, в строй вошло ещё 11 его носителей в 1968—1972 годах: 1 АПЛ проекта 661 и 10 проекта 670. Закладка ещё 2 подлодок проекта 661 была отменена в 1962 году, не получил воплощения и прорабатывавшийся проект 705А с 8-10 ПКР П-70.
Дальнейшим развитием «Аметиста» стал комплекс П-120 «Малахит», принятый на вооружение в 1972 году.

## Устройство и состав

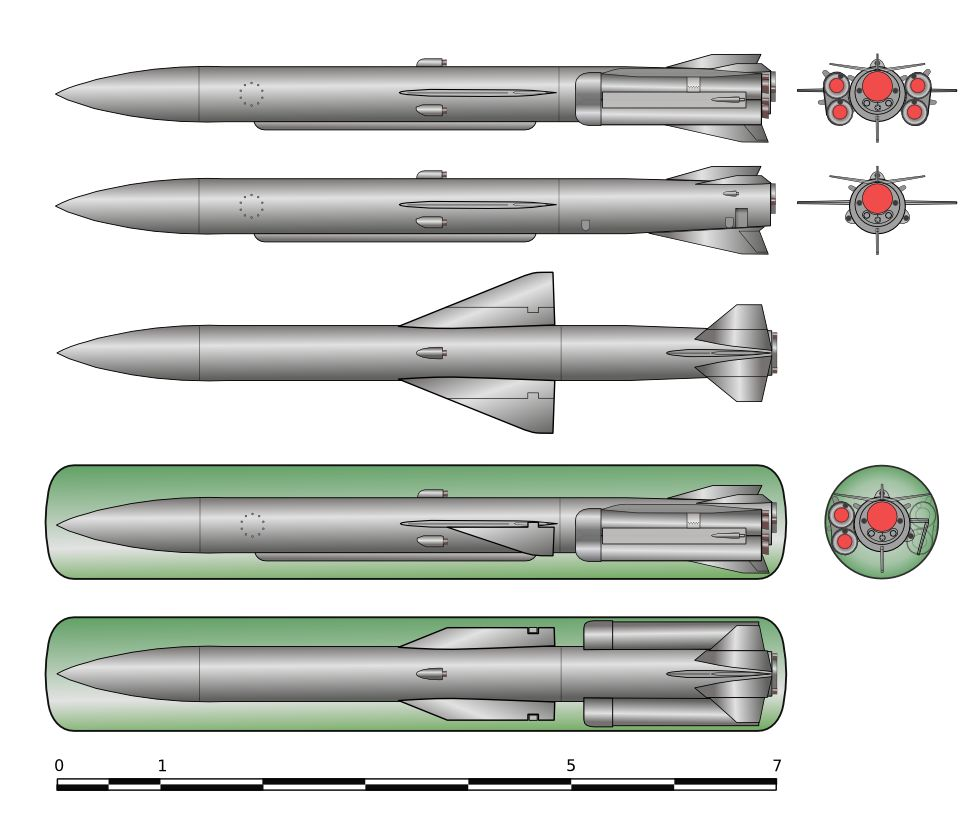
Чертёж ПКР «Аметист» и её пусковой контейнер

Противокорабельная ракета «Аметист» построена по нормальной аэродинамической схеме, имея треугольное складывающееся крыло и Т-образное хвостовое оперение. Она штатно размещалась в наклонных пусковых контейнерах СМ-97 (на АПЛ проекта 661) и СМ-97А (на АПЛ проекта 670). Пуск производился в подводном положении (на глубине до 30 метров) из предварительно затопленной пусковой с помощью стартового агрегата ПРД-71, представляющего собой 10 небольших твердотопливных двигателей. На 7-й секунде после преодоления толщи воды и набора высоты он автоматически отстреливался, и включался маршевый твердотопливный двигатель ПРД-72, также работающий на твёрдом смесевом топливе (марки ЛТС-2КМ). Основная часть полёта имела продолжительность около 3 минут и проходила с дозвуковой скоростью на невиданно малой для того времени высоте в 60 метров, что обеспечивалось наличием в системе управления «Тор» радиовысотометра и аналоговой ЭВМ. На его завершающей части включалась головка самонаведения «Конус», автоматически выбирающая наиболее приоритетную из надводных целей.
Штатно ПКР «Аметист» оснащалась фугасно-кумулятивной боевой частью 4Г66 массой в 1000 кг, однако была предусмотрена и спецБЧ на 200 кт в тротиловом эквиваленте.
Предварительное целеуказание перед пуском осуществлялось с помощью ГАК «Рубин» (на проекте 661) или «Керчь» (на проекте 670).

## Тактико-технические характеристики
- Длина: 7,0 м
- Диаметр корпуса: 0,55 м
- Стартовый вес: 2900 кг
- Боевая часть:
  - Кумулятивно-фугасная — 1000 кг
  - Ядерная — 200 кт
- Скорость полёта: 1160 км/ч (маршевая)
- Дальность: 80 км
- Система наведения: активная радиолокационная ГСН

## П-25
Параллельно с «Аметистом» согласно постановлению ЦК КПСС и Совета Министров СССР от 26 августа 1960 года разрабатывалась ракета для старта с надводных кораблей, получившая название П-25. Радиолокационная ГСН для неё разрабатывалась КБ-1, тепловая — НИИ-10, то есть теми же подрядчиками, что и в случае П-15. Конструкционно ракета представляла собой уменьшенный вариант П-70 с упрощённым стартовым агрегатом и проектной дальностью в 40 км.
Лётные испытания П-25 изначально шли на полигоне «Песчаная балка» в Крыму. Первый пуск ракеты с береговой пусковой установки КТ-62Б состоялся 16 октября 1962 года и завершился неудачей—в связи со сбоем в электропитании бортовой аппаратуры не включился маршевый двигатель. Последующие 3 пуска с ноября 1962 года по февраль 1963 были успешными, на них была достигнута дальность в 60 км.
Весной 1963 года на судостроительном заводе № 5 в Ленинграде построили опытный ракетный катер проекта 205Э Р-113, имевшего на борту 4 пусковые установки КТ-62К. Первые пуски П-25 с него прошли 28 мая и 20 июня и завершились неудачей. Всего до 21 декабря 1964 года было запущено 12 ракет, которыми цель была поражена в 3 случаях, а ещё в 5 были близкие пролёты или недолёты (которые также считались попаданиями).
После смещения Н. С. Хрущёва со всех постов по инициативе председателя Государственного комитета Совета Министров СССР по оборонной технике Л. В. Смирнова была создана комиссия во главе с М. В. Келдышем по оценке целесообразности проводимых в ОКБ-152 работ, в числе решений которой стало и закрытие работ по П-25. Помимо неудач с испытаниями и использования её в качестве основного вооружения погружающегося ракетного катера проекта 1231 к этому привело и отсутствие очевидных преимуществ перед уже существующими ракетами — по дальности и скорости полёта она не превосходила выпускающуюся с 1961 года П-15У.
Уже разработанные для неё радиолокационную и тепловую ГСН использовали в конструкции создававшейся тогда МКБ «Радуга» ПКР П-15М, принятой на вооружение ВМФ СССР в 1972 году.